# Изонитрозин
Изонитрози́н (Izonitrozinum). 1-Диметиламино-2-изонитрозобутанона-3-гидрохлорид.
Является реактиватором холинэстеразы, специфическим антидотом при отравлениях фосфорорганическими соединениями.
Применяют в сочетании с атропином или другими холинолитическими препаратами (см. Дипироксим).

## Способ применения и дозы
Вводят обычно внутримышечно по 3 мл 40 % раствора. При тяжёлых отравлениях, сопровождающихся коматозным состоянием, вводят внутривенно (или внутримышечно) 3 мл 40 % раствора, затем повторно через каждые 30—40 мин до прекращения мышечных фибрилляций и прояснения сознания. Общая доза изонитрозина до 8—10 мл (3—4 г).

## Физические свойства
Белый кристаллический порошок. Легко растворим в воде, растворим в спирте. Водные растворы (рН 40 % раствора 2,6—2,7) имеют цвет от бледно-жёлтого до жёлтого. Стерилизуют при +100 °C в течение 30 мин.

## Форма выпуска
Форма выпуска: 40% раствор в ампулах по 3 мл в упаковке по 10 ампул.